# Pavllë
Pavllë (gr. Παύλα, Pavlla) – rzeka w południowej Albanii i w północno-zachodniej Grecji o długości 50 km. 
Powierzchnia zlewni wynosi 374 km², a średni przepływ rzeki mierzony w Bogazie (Albania) wynosi 6,51 m³/s. Rzeka wypływa ze stoków gór Mourgana w Grecji, nieopodal miejscowości Filiates w Tesprotii). Płynie na zachód do Albanii, wzdłuż wiosek Vagalat i Shkallë. Wpada do Morza Jońskiego kilka kilometrów na południowy zachód od stanowiska archeologicznego Butrint. W pobliżu wsi Ampelonas nad rzeką znajduje się most, zbudowany w 1798 roku.